# 琴学正声
《琴学正声》，古琴谱。清代康熙五十四年沈琯撰辑。

## 琴谱介绍
清初刻本，全书共六卷，存十二曲，有文五声二变七曲，原聲五曲。